# Helena Pavlovna av Ryssland
Helena Pavlovna Romanova, född 24 december 1784 i Sankt Petersburg, död 24 september 1803 i Ludwigslust, var en rysk prinsessa (storfurstinna), dotter till tsar Paul I av Ryssland, och Maria Fjodorovna och syster till tsar Alexander I av Ryssland och tsar Nikolaj I av Ryssland.

## Biografi
Helena ansågs som en skönhet och fick därför sitt namn efter Sköna Helena av Troja. Hon beskrivs som livlig och intresserad av teckning och dans. År 1798 beslutades det om en allians mellan Ryssland och Österrike, varefter hennes syster Alexandra giftes bort med en österrikisk prins och Helenas äktenskap arrangerades som en allians med det lilla men strategiskt viktiga Mecklenburg-Schwerin. Den blivande maken fördes till Ryssland och hennes vigsel, som snabbt åtföljdes av hennes syster Alexandras, firades i en hel månad. 
Gift i oktober 1799 i Gatchina med storhertig Fredrik Ludvig av Mecklenburg-Schwerin. 
Makarna anlände till Schwerin år 1800. De bodde på slottet Ludwigslust och Helena fortsatte att utbilda sig efter giftermålet. Under ett besök i Berlin 1801 gjorde hon succé med sitt utseende och kallades tillsammans med sin svägerska drottning Louise för "Ett par i Rosor". Hon blev populär i Mecklenburg-Schwerin bland både allmänhet, hov och sin nya familj och avsatte en del av sitt underhåll till bistånd. 
Helenas hälsa förstördes vid hennes andra graviditet och 1803 avled hon i lungtuberkulos. Ett monument restes över hennes minne både i parken vid Ludwigslust och i Pavlovsk i Ryssland.
Barn:
- Paul Fredrik av Mecklenburg-Schwerin (1800–1842)
- Marie Luise Fredrika (1803–1862), gift med Georg av Sachsen-Altenburg